# Аост
Аост (фр. Aoste) — коммуна во Франции, находится в регионе Рона — Альпы. Департамент коммуны — Изер. Входит в состав кантона Шартрёз-Гье. Округ коммуны — Ла-Тур-дю-Пен.
Код INSEE — 38012. Население коммуны на 1999 год составляло 1715 человек. Населённый пункт находится на высоте от 207 до 256 метров над уровнем моря. Муниципалитет расположен на расстоянии около 440 км юго-восточнее Парижа, 65 км восточнее Лиона, 50 км севернее Гренобля. Мэр коммуны — M. Roger Marcel, мандат действует на протяжении 2008—2014 годов.
Динамика населения (INSEE):